# Tournoi d'ouverture du championnat du Panama de football 2020
Navigation
Saison précédente Saison suivante
Le Tournoi Apertura 2020 est le vingt-sixième tournoi saisonnier disputé au Panama.
C'est cependant la 45e fois que le titre de champion du Panama est remis en jeu.
Lors de ce tournoi, le Tauro FC tente de conserver son titre de champion du Panama face aux neuf meilleurs clubs panaméens.
Chacun des dix clubs participant est confronté deux fois aux neuf autres équipes. Puis les six meilleurs s'affrontent lors d'une phase finale à la fin du tournoi.
Une place à deux places sont qualificatives pour la Ligue de la CONCACAF 2020, attribuées à l'issue de ce championnat au vainqueur du tournoi Clausura et au meilleur finaliste des deux tournois au classement cumulé de la saison.

## Contexte d'exception

### Modification du format de la saison
En janvier 2020, quelques jours avant la reprise du championnat, il est annoncé que le prochain tournoi, initialement prévu comme Clausura 2020 sera baptisé Apertura 2020, faisant suite à l'Apertura 2019, afin de basculer le format de la saison sur un calendrier annuel et non saisonnier. Les résultats acquis lors du tournoi Apertura 2019 n'influenceront pas les décisions sur la relégation à l'issue de la saison 2020.

### Arrêt prématuré de la compétition
Contrairement à la quasi-totalité des championnats nationaux à travers le monde qui suspendent leurs activités sportives, le tournoi Apertura 2020 de la Primera División est définitivement arrêté le 17 mars 2020 en raison de la pandémie de Covid-19. Cette décision actée par la Fédération du Panama de football concerne également la Segunda División et le championnat féminin. Puisque le championnat n'en était qu'à sa huitième journée sur dix-huit dans la première phase, il est alors décidé qu'aucun champion ne sera couronné tandis que des informations quant aux qualifications pour la Ligue de la CONCACAF 2020 seront fournies dans le futur.

## Les dix clubs participants
Ce tableau présente les dix équipes qualifiées pour disputer le championnat 2019-2020. On y trouve le nom des clubs, le nom des stades dans lesquels ils évoluent ainsi que la capacité et la localisation de ces derniers.
| Club                      | Stade                        | Capacité | Ville            |
| Alianza FC                | Camp Luis Ernesto Tapia (es) | 900      | Ciudad de Panamá |
| Deportivo Árabe Unido     | Stade Armando Dely Valdes    | 1 221    | Colón            |
| Costa del Este            | Stade Maracaná               | 5 500    | Ciudad de Panamá |
| Independiente La Chorrera | Stade Agustín Sánchez        | 5 500    | La Chorrera      |
| CD Plaza Amador           | Stade Maracaná               | 5 500    | Ciudad de Panamá |
| San Francisco FC          | Stade Agustín Sánchez        | 3 000    | La Chorrera      |
| Atlético Chiriquí         | Stade San Cristóbal          | 3 082    | David            |
| Sporting San Miguelito    | Camp Luis Ernesto Tapia (es) | 900      | San Miguelito    |
| Tauro FC                  | Stade Rommel Fernández       | 32 000   | Ciudad de Panamá |
| CD Universitario          | Universitario                | 3 800    | Penonomé         |

| \| Ciudad de Panamá : Alianza Costa del Este Plaza Amador Tauro Universitario Ciudad de Panamá Árabe Unido San Francisco La Chorrera San Miguelito Chiriquí \| Localisation des clubs. |
| Ciudad de Panamá : Alianza Costa del Este Plaza Amador Tauro Universitario Ciudad de Panamá Árabe Unido San Francisco La Chorrera San Miguelito Chiriquí                               |

## Compétition
Le tournoi Apertura se déroule de la même façon que le tournoi saisonnier précédent, en deux phases :
- La phase de qualification : les dix-huit journées de championnat.
- La phase finale : les matchs aller-retour allant des quarts de finale à la finale.

### Phase de qualification
Lors de la phase de qualification les dix équipes affrontent à deux reprises les neuf autres équipes selon un calendrier tiré aléatoirement.
Les deux meilleures équipes sont qualifiées pour les demi-finales tandis que les quatre équipes suivantes sont qualifiées pour les quarts de finale.
Le classement est établi sur le barème de points classique (victoire à 3 points, match nul à 1, défaite à 0).
Le départage final se fait selon les critères suivants :
- Le nombre de points.
- La différence de buts générale.
- Le nombre de buts marqué.

Le tournoi est définitivement arrêté après seulement huit journées et la phase finale est annulée sans qu'une équipe ne soit déclarée championne.
| Rang | Équipe                    | Pts | J | G | N | P | Bp | Bc | Diff |
| ---- | ------------------------- | --- | - | - | - | - | -- | -- | ---- |
| 1    | CD Universitario          | 18  | 8 | 5 | 3 | 0 | 12 | 5  | +7   |
| 2    | Tauro FC T                | 17  | 8 | 5 | 2 | 1 | 12 | 6  | +6   |
| 3    | Deportivo Árabe Unido     | 15  | 8 | 5 | 0 | 3 | 10 | 6  | +4   |
| 4    | San Francisco FC          | 11  | 8 | 3 | 2 | 3 | 11 | 9  | +2   |
| 5    | Sporting San Miguelito    | 10  | 8 | 2 | 4 | 2 | 4  | 4  | 0    |
| 6    | Independiente La Chorrera | 10  | 8 | 2 | 4 | 2 | 7  | 8  | -1   |
| 7    | Alianza FC                | 10  | 8 | 3 | 1 | 4 | 7  | 8  | -1   |
| 8    | CD Plaza Amador           | 9   | 8 | 2 | 3 | 3 | 9  | 12 | -3   |
| 9    | Costa del Este            | 8   | 8 | 2 | 2 | 4 | 5  | 8  | -3   |
| 10   | Atlético Chiriquí P       | 1   | 8 | 0 | 1 | 7 | 2  | 13 | -11  |

| Légende : Qualifications et relégations | Légende : Qualifications et relégations          |
| --------------------------------------- | ------------------------------------------------ |
|                                         | T Tenant du titre P Promu de la saison 2018-2019 |

| Résultats (▼dom., ►ext.)                                   | Ali | Chi | Cos | Ara | LaC | Pla | SanF | SanM | Tau | Uni |
| Alianza FC                                                 |     | 2-0 |     | 0-2 |     | 1-0 | 2-1  |      | 1-2 |     |
| Atlético Chiriquí                                          |     |     |     | 2-3 |     |     | 0-2  | 0-0  | 0-2 |     |
| Costa del Este                                             | 1-1 | 1-0 |     |     | 2-3 |     | 1-1  |      |     | 2-3 |
| Deportivo Árabe Unido                                      |     |     | 1-0 |     | 0-1 | 2-0 |      |      |     |     |
| Independiente La Chorrera                                  | 1-0 |     |     |     |     |     | 1-1  | 1-1  | 1-3 |     |
| CD Plaza Amador                                            |     | 1-0 |     |     | 0-0 |     |      | 2-0  |     | 1-1 |
| San Francisco FC                                           |     |     |     |     |     | 6-3 |      | 0-0  | 1-0 | 0-2 |
| Sporting San Miguelito                                     | 1-0 |     | 2-0 | 0-1 |     |     |      |      |     | 0-0 |
| Tauro FC                                                   |     |     | 1-0 | 2-1 |     | 2-2 |      |      |     |     |
| CD Universitario                                           |     | 2-0 |     | 1-0 | 3-2 |     |      |      | 0-0 |     |
| - Victoire à domicile - Match nul - Victoire à l'extérieur |     |     |     |     |     |     |      |      |     |     |

### La phase finale
Initialement, le format était le suivant : les six équipes qualifiées sont réparties dans le tableau final d'après leur classement général, le deuxième affrontant lors des demi-finales le vainqueur du quart opposant le quatrième au cinquième et le premier affrontant le vainqueur du quart opposant le troisième au sixième.
En raison de l'arrêt définitif du tournoi, la phase finale n'est pas disputée.

## Statistiques

### Buteurs
| Rang | Nom                | Équipe    | Buts |
| 1    | Cristhian Quintero | Tauro FC  | 4    |
| 2    | 7 joueurs          | 5 équipes | 3    |
| 3    | 6 joueurs          | 4 équipes | 2    |

### Classement cumulatif
| Rang | Équipe                 | Pts | J  | G  | N  | P  | Bp | Bc | Diff |
| ---- | ---------------------- | --- | -- | -- | -- | -- | -- | -- | ---- |
| 1    | Tauro FC C             | 41  | 26 | 11 | 8  | 7  | 30 | 25 | +5   |
| 2    | San Francisco FC       | 39  | 26 | 11 | 9  | 6  | 37 | 25 | +12  |
| 3    | CAI La Chorrera        | 39  | 26 | 10 | 9  | 7  | 28 | 23 | +5   |
| 4    | Costa del Este FC      | 37  | 26 | 9  | 10 | 7  | 28 | 24 | +4   |
| 5    | Deportivo Árabe Unido  | 37  | 26 | 10 | 7  | 9  | 29 | 26 | +3   |
| 6    | Sporting San Miguelito | 35  | 26 | 8  | 11 | 7  | 22 | 20 | +2   |
| 7    | CD Plaza Amador        | 32  | 26 | 6  | 14 | 6  | 26 | 25 | +1   |
| 8    | CD Universitario       | 31  | 26 | 6  | 13 | 7  | 32 | 33 | -1   |
| 9    | Alianza FC             | 29  | 26 | 7  | 8  | 11 | 25 | 33 | -8   |
| 10   | Atlético Chiriquí P    | 20  | 26 | 5  | 5  | 16 | 19 | 42 | -23  |

| Légende : Qualifications et relégations | Légende : Qualifications et relégations      |
| --------------------------------------- | -------------------------------------------- |
|                                         | Ligue de la CONCACAF 2020                    |
|                                         | C Vainqueur du tournoi Apertura de la saison |

## Bilan du tournoi
| Tournoi d'ouverture du championnat de football du Panama 2020 |                  |
| Champion                                                      | Non décerné      |
| Qualifications continentales                                  |                  |
| Ligue de la CONCACAF 2020                                     | Tauro FC         |
| Ligue de la CONCACAF 2020                                     | San Francisco FC |
| Ligue de la CONCACAF 2020                                     | CAI La Chorrera  |
| Promotions et relégations                                     |                  |
| Promus en Liga Panameña de Fútbol                             | Aucune équipe    |
| Relégués en Liga Nacional de Ascenso                          | Aucune équipe    |